# A Thousand Suns
A Thousand Suns är den amerikanska gruppen Linkin Parks fjärde studioalbum. Albumet släpptes i september 2010.

## Låtlista
1. "The Requiem"
2. "The Radiance"
3. "Burning in the Skies"
4. "Empty Spaces"
5. "When They Come for Me"
6. "Robot Boy"
7. "Jornada del Muerto"
8. "Waiting for the End"
9. "Blackout"
10. "Wretches and Kings"
11. "Wisdom, Justice, and Love"
12. "Iridescent"
13. "Fallout"
14. "The Catalyst"
15. "The Messenger"

## Bandsättning
- Joseph Hahn (DJ)
- Rob Bourdon (trummor)
- Phoenix (Dave Farrell) (bas)
- Chester Bennington (sång)
- Mike Shinoda (sång, gitarr)
- Brad Delson (gitarr)